# Rie Kosaka
小坂理絵
Œuvres principales
- Sekihoku Journal

Rie Kosaka est une autrice de bande dessinée japonaise.
Elle publie des mangas shôjos parus pour la majorité dans le magazine Nakayoshi.

## Biographie
Rie Kosaka naît le 24 septembre à Hokkaidō. Elle est de groupe sanguin B.
Elle a grandi dans la campagne d'Hokkaidō.
À l'âge de 18 ans, elle part à Tokyo pour y faire ses études à l'Université Chūō. Elle est dans le même club que Ken Akamatsu pendant leurs études, il y était son junior. Elle aurait apporté des conseils sur l'encrage au futur mangaka.
Elle est mariée et a au moins un enfant né en 2002. Elle évoque cette naissance sur son blog.

## Carrière
En 1991, Rie Kosaka gagne le 12ème Nakayoshi Newcomer Manga Award pour Shiawase ni narou ne! (しあわせになろうね!).
Elle fait ses débuts dans le numéro d'été du Nakayoshi Deluxe des éditions Kodansha.
En 1993 elle publie Sekihoku Journal (セキホクジャーナル), sa série la plus populaire. Le manga est publié dans le magazine Run,Run de la Kodansha. La série ce termine en 1998 avec l'arrêt du magazine. C'est la série la plus longue de Rie Kosaka.
Entre 1994 et 1995 elle publie Let's Volleyball! (レッツ バリボー!). Dans ce titre, l'autrice prend pour sujet le volleyball, un sport qu'elle a pratiqué au lycée. L'héroïne de ce manga est scolarisée au lycée dès le début de l'histoire, ce qui est assez inhabituel pour un manga du Nakayoshi.
Après la publication du troisième épisode de Yamada-san (山田さん) dans le hors-série de mars 2002 du Nakayoshi, elle s'est retirée pour se consacrer à ses enfants. Elle revient en décembre 2006 pour donner une suite à ce même manga.
La conciliation du travail et de sa nouvelle vie de famille devient difficile. Rie Kosaka annonce qu'elle se retire définitivement de ses activités d'autrice et ferme son site web en février 2007.
En 2011 trois de ses titres épuisés ressortent en intégralité gratuitement sur J-Comi. Il s'agit de Sekihoku Journal (セキホクジャーナル), I am to be a heroine! (ヒロインをめざせ!) et Tondemonaito (とんでもナイト). Elles sont publiés en format numérique sur J-Comi Terrace en mars 2020.
La mangaka Mika Kawamura a été une de ses assistantes.

## Sources
1. 1 2  « ご意見・ご質問 », sur www.hkmd.jp (consulté le 18 octobre 2024)
2. 1 2  (ja) KenAkamatsu, « 2011-09-01 », sur (株)Ｊコミックテラスの中の人,‎ 31 août 2011 (consulté le 18 octobre 2024)
3. 1 2  (ja) KenAkamatsu, « 2011-11-02 », sur (株)Ｊコミックテラスの中の人,‎ 1er novembre 2011 (consulté le 18 octobre 2024)
4. ↑  « コドモについて », sur www.hkmd.jp (consulté le 18 octobre 2024)
5. ↑  « ごあいさつ », sur www.hkmd.jp (consulté le 18 octobre 2024)
6. ↑  « わたしがやらねば (KCるんるん 18巻) », sur www.tails-room.com (consulté le 18 octobre 2024)